# 尖葉油蘚
尖葉油蘚（学名：Hookeria acutifolia）为油蘚科油蘚屬下的一个种。